# Les Ennemis (film, 1962)
Pour les articles homonymes, voir Les Ennemis.
Pour plus de détails, voir Fiche technique et Distribution.
Les Ennemis est un film d'espionnage français, réalisé par Édouard Molinaro en 1961 et sorti le 9 février 1962.

## Synopsis
Un vol de documents secrets a été commis à la Représentation commerciale de Russie, dans le bureau d'André Smoloff, attaché commercial. Une équipe, comprenant le capitaine Jean de Lursac et Vigo Curruci, prend l'affaire en mains. Smoloff convoqué par Borgnine, agent des Services secrets soviétiques, ne peut lui prouver son innocence. L'enquête révèle rapidement que Smoloff est très lié avec Lilia, vendeuse chez un couturier en renom. À la sortie de son bureau, Smoloff est enlevé sous les yeux d'un agent soviétique qui le filait. Ils retrouvent un ancien policier révoqué, Gerlier, animateur d'un réseau d'espionnage qui a réussi le vol des documents soviétiques. Mais ces documents sont écrits en code et seul Smoloff peut en donner la traduction. Lilia sera surveillée par Christine, la compagne de Lursac. L'étau des services secrets français se resserre. Les policiers français et soviétiques, après avoir lutté à mort, s'allient pour percer le mystère de la disparition de Smoloff et parviennent à la ferme où Gerlier et sa bande ont séquestré Smoloff. Ce dernier sera abattu en tentant de se sauver mais mourra sans avoir trahi. Les inspecteurs arrêtent Gerlier tandis que Lursac apprend que son amie Christine, qui filait Gerlier, vient de se tuer dans un accident de voiture…

## Fiche technique
- Réalisateur : Édouard Molinaro
- Assistants-réalisateurs : 1) Pierre Cosson, 2) A. Jaquet
- Scénario : D'après le roman de Fred Noro Un certain code (éditions : Les presses de la cité, 1960)
- Adaptation : André Tabet, Édouard Molinaro, François Nourissier
- Dialogues : Georges Tabet, André Tabet
- Production : Les Productions Belles Rives, Les Films Sirius, Véga Films (France)
- Directeur de production : Jean Kerchner
- Producteur délégué : Michel Ardan
- Coproducteurs: Lucien Masson, Evrard de Rouvre
- Distributeur en 1962 : UGC-CFDC
- Directeur de la photographie : Louis Miaille
- Opérateur : Henri Martin
- 1er assistant : Jean-Pierre Bertrand
- Décors : J. R. Ruttinger
- Musique : Martial Solal (éditions Hortensia)
- Montage : Gilbert Natot, assisté de Michèle Boehm
- Maquillage : Louis Dor
- Année : 1961
- Tournage : du 16 juin à juillet 1961 aux studios Franstudio, à Paris (Rue de Grenelle, Esplanade du Trocadéro) et à l'Aéroport du Bourget
- Durée : 92 minutes
- Procédé : 35mm (négatif et positif)/Noir et blanc/Son mono
- Genre : Espionnage et drame
- Première présentation : le 9 février 1962

## Distribution
- Dany Carrel : Lilia Fromont
- Roger Hanin : Jean de Lursac du service français de renseignements
- Pascale Audret : Christine Janin, fiancée de Jean
- Claude Brasseur : Vigo, un adjoint de Jean
- Claude Chabrol : le jogger avec le sifflet au parc
- Jean Lefebvre : le médecin
- Jacques Monod : Raoul Gerlier, l'ancien policier radié
- Jeanne Aubert : madame de Lursac, la mère de Jean
- Georges Cusin : le commandant
- Jacques Esterel : le couturier
- Michel Jourdan : Maurice
- Billy Kearns : Mike Slatter
- Charles Millot : Borgnine
- Nicole Mirel : Claudie, le mannequin
- Michel Vitold : Andréï Smoloff, l'attaché commercial soviétique
- Daniel Cauchy : Patrick Lemoine
- Michel Ardan : Bobby
- Louis Saintève : le client qui veut rentrer au bistrot
- Dominique Zardi : un homme à la brasserie
- Yvon Sarray : le vendeur aux puces
- Édouard Molinaro : un amoureux au parc
- Pierre Collet : un homme de Gerlier
- Colin Drake : le responsable du FBI
- Arlette Redon / Balkis
- Nelly Benedetti : la femme de René
- Colette Boiville
- Alain Nobis : le directeur du théâtre
- Jacques Pierre
- Raoul Saint-Yves : le patron du bistrot
- Max Montavon
- Daniel Damien
- Jean-Claude Duverger
- Ginger Hall
- Pierre Parel
- Hy Yanowitz : un espion US

## Autour du film
- Fred Noro, auteur du livre qui a inspiré le film n'était pas satisfait du résultat : « Cinq scénaristes se sont succédé pour adapter le bouquin, et il m'a fallu leur trouver un dénouement à une histoire qui n'avait plus rien à voir avec l'originale. Incroyable[1] ».
- Martial Solal, auteur de la musique du film dans une forme d'auto-plagiat, réalise une bande originale quasiment identique à celle d'À bout de souffle, qu'il avait composée deux ans plus tôt.